# Ákos Kovács

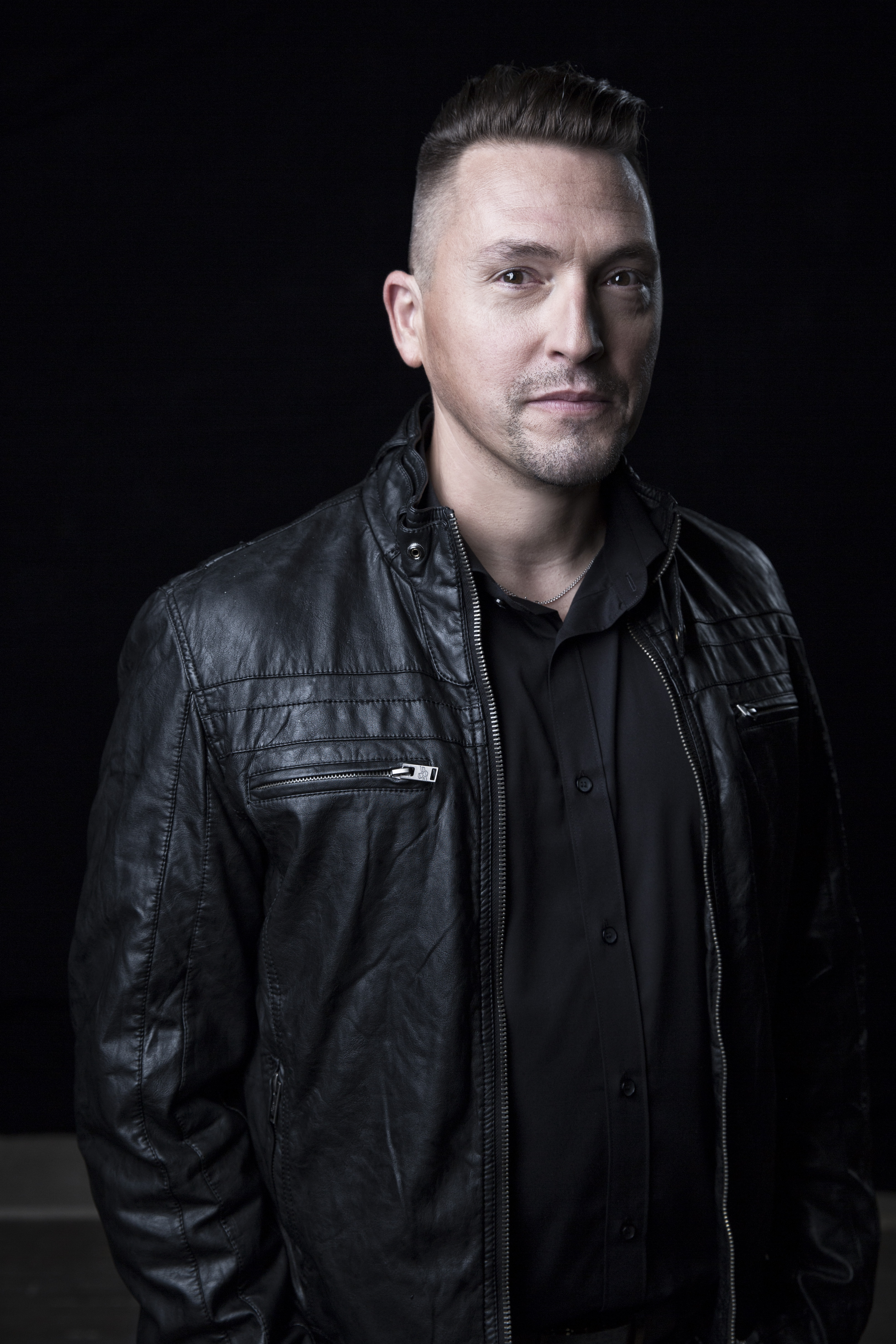
Ákos Kovács

Ákos Kovács (* 6. April 1968 in Budapest), Künstlername: Ákos, ist ein mit dem Kossuth-Preis ausgezeichneter ungarischer Pop-Rock-Sänger und Songschreiber. Zwischen 1988 und 1994 war er Sänger der Band Bonanza Banzai.

## Leben und Wirken
Er stammt aus einer Juristenfamilie und studierte an der Wirtschaftsuniversität Budapest. Große Bekanntheit und Popularität erlangte er als Frontmann der Kultband Bonanza Banzai, mit der er neun Alben veröffentlichte. Seine Solokarriere begann neben der Band, und er setzte sie nach der Auflösung der Gruppe im Jahr 1994 überaus erfolgreich fort. Neben den Songtexten ist er größtenteils auch für die Musik seiner Alben verantwortlich, die teilweise auch englischsprachige Versionen besitzen.
Zudem ist Ákos Kovács auch als Regisseur von Videoclips und Theaterstücken sowie als Schauspieler und Dichter bekannt. Bisher erschienen von ihm fünf Gedichtbände.
Er ist verheiratet und Vater von vier Kindern.

## Diskografie

### Studioalben
| Jahr | Titel                   | Höchstplatzierung, Gesamtwochen, AuszeichnungChartsChartplatzierungen (Jahr, Titel, Platzierungen, Wochen, Auszeichnungen, Anmerkungen) | Anmerkungen                              |
| Jahr | Titel                   | HU | Anmerkungen                              |
| ---- | ----------------------- | --- | ---------------------------------------- |
| 1993 | Karcolatok              | HU1 Gold · (32 Wo.)HU | Erstveröffentlichung: 21. März 1993      |
| 1994 | Test                    | HU2 Gold · (22 Wo.)HU |                                          |
| 1995 | Indiántánc              | HU2 Platin · (28 Wo.)HU |                                          |
| 1996 | Élő dalok               | HU1 (14 Wo.)HU | Erstveröffentlichung: 21. März 1996      |
| 1997 | Beavatás                | HU1 (23 Wo.)HU |                                          |
| 1998 | Ikon                    | HU1 (30 Wo.)HU |                                          |
| 2000 | Hűség                   | HU1 Gold · (16 Wo.)HU |                                          |
| 2001 | A hét parancsszó        | HU9 (10 Wo.)HU | mit Kaszás Attila                        |
| 2002 | Új törvény              | HU1 Gold · (28 Wo.)HU |                                          |
| 2006 | Még közelebb            | HU1 Platin · (64 Wo.)HU | Erstveröffentlichung: 20. Oktober 2006   |
| 2008 | Kaland a régi királlyal | HU7 Gold · (10 Wo.)HU |                                          |
| 2010 | A katona imája          | HU1 Platin · (56 Wo.)HU | Erstveröffentlichung: 20. Oktober 2010   |
| 2012 | 2084                    | HU1 Platin · (62 Wo.)HU | Erstveröffentlichung: 3. Oktober 2012    |
| 2015 | Még egyszer             | HU1 ×2Doppelplatin · (31 Wo.)HU | Erstveröffentlichung: 29. September 2015 |
| 2017 | Arany                   | HU1 Platin · (32 Wo.)HU | Erstveröffentlichung: 29. September 2017 |
| 2019 | Idősziget               | HU1 ×3Dreifachplatin · (45 Wo.)HU | Erstveröffentlichung: 2. Oktober 2019    |
| 2022 | Magunk maradtunk        | HU1 Gold · (17 Wo.)HU | Erstveröffentlichung: 29. September 2022 |

### Livealben
| Jahr | Titel                                      | Höchstplatzierung, Gesamtwochen, AuszeichnungChartsChartplatzierungen (Jahr, Titel, Platzierungen, Wochen, Auszeichnungen, Anmerkungen) | Anmerkungen                              |
| Jahr | Titel                                      | HU | Anmerkungen                              |
| ---- | ------------------------------------------ | --- | ---------------------------------------- |
| 2003 | Andante                                    | HU1 Platin · (50 Wo.)HU | Erstveröffentlichung: 19. September 2003 |
| 2004 | Az utolsó hangos dal                       | HU2 Platin · (32 Wo.)HU |                                          |
| 2007 | Még közelebb koncertfilm                   | HU29 (3 Wo.)HU | Erstveröffentlichung: 5. Oktober 2007    |
| 2009 | 40+ Turné 2008-2009 Koncertalbum           | HU1 Platin · (72 Wo.)HU | Erstveröffentlichung: 2. Oktober 2009    |
| 2010 | Szindbád turné 2010                        | HU28 (2 Wo.)HU | Erstveröffentlichung: 29. November 2010  |
| 2011 | Arénakoncert 2011                          | HU1 Platin · (69 Wo.)HU | Erstveröffentlichung: 20. Oktober 2011   |
| 2013 | Karcolatok 20 – Jubileumi koncert          | HU1 Platin · (39 Wo.)HU |                                          |
| 2013 | Turné 2084                                 | HU1 Platin · (37 Wo.)HU | Erstveröffentlichung: 1. Oktober 2013    |
| 2014 | Dupla Aréna 2014                           | HU3 Platin · (16 Wo.)HU | Erstveröffentlichung: 17. November 2015  |
| 2015 | Veletek vagyunk / Dupla Aréna 2015         | HU1 Platin · (19 Wo.)HU | Erstveröffentlichung: 29. September 2016 |
| 2017 | Szintirock – Dupla Aréna 2016              | HU1 Platin · (25 Wo.)HU | Erstveröffentlichung: 15. November 2017  |
| 2018 | 50 – Jubileumi, akusztikus koncert         | HU1 ×2Doppelplatin · (40 Wo.)HU |                                          |
| 2019 | Idősziget Koncert (Dupla Aréna 2019)       | HU1 Platin · (32 Wo.)HU | Erstveröffentlichung: 28. September 2019 |
| 2019 | Kezdhetünk újabb évadot – Dupla Aréna 2018 | HU2 Gold · (16 Wo.)HU | Erstveröffentlichung: 11. November 2019  |
| 2022 | Több nem is kell (Aréna 2022.01.22.)       | HU1 Gold · (13 Wo.)HU | Erstveröffentlichung: 29. November 2022  |
| 2023 | Áradás - Arénakoncert - 2022. december 17. | HU2 (2 Wo.)HU | Erstveröffentlichung: 29. November 2023  |
| 2024 | Harminc év (Live)                          | HU1 Gold · (8 Wo.)HU | Erstveröffentlichung: 11. April 2024     |

### Kompilationen
| Jahr | Titel                     | Höchstplatzierung, Gesamtwochen, AuszeichnungChartsChartplatzierungen (Jahr, Titel, Platzierungen, Wochen, Auszeichnungen, Anmerkungen) | Anmerkungen                          |
| Jahr | Titel                     | HU | Anmerkungen                          |
| ---- | ------------------------- | --- | ------------------------------------ |
| 1999 | Ismerj fel - Best of Ákos | HU1 (25 Wo.)HU | Erstveröffentlichung: 26. April 1999 |
| 2005 | Andante Extra             | HU20 (4 Wo.)HU | Live-Kompilation                     |
| 2007 | X+I                       | HU17 (2 Wo.)HU |                                      |

### Remixalben
| Jahr | Titel   | Höchstplatzierung, Gesamtwochen, AuszeichnungChartsChartplatzierungen (Jahr, Titel, Platzierungen, Wochen, Auszeichnungen, Anmerkungen) | Anmerkungen |
| Jahr | Titel   | HU | Anmerkungen |
| ---- | ------- | --- | ----------- |
| 1997 | ÚjRaMIX | HU1 (9 Wo.)HU |             |

### EPs
| Jahr | Titel            | Höchstplatzierung, Gesamtwochen, AuszeichnungChartsChartplatzierungen (Jahr, Titel, Platzierungen, Wochen, Auszeichnungen, Anmerkungen) | Anmerkungen                              |
| Jahr | Titel            | HU | Anmerkungen                              |
| ---- | ---------------- | --- | ---------------------------------------- |
| 1998 | I.D.S.           | HU8 (8 Wo.)HU |                                          |
| 1999 | Call My Name     | HU2 (6 Wo.)HU | Erstveröffentlichung: 20. Oktober 1999   |
| 2002 | Vertigo          | HU2 (7 Wo.)HU | Erstveröffentlichung: 3. April 2002      |
| 2014 | Igazán EP        | HU1 Platin · (46 Wo.)HU |                                          |
| 2018 | Hazatalál        | HU1 ×2Doppelplatin · (24 Wo.)HU | Erstveröffentlichung: 27. September 2018 |
| 2021 | Az utolsó békeév | HU1 Platin · (26 Wo.)HU | Erstveröffentlichung: 20. Oktober 2021   |

### Singles
| Jahr | Titel Album                                   | Höchstplatzierung, Gesamtwochen, AuszeichnungChartsChartplatzierungen (Jahr, Titel, Album, Platzierungen, Wochen, Auszeichnungen, Anmerkungen) | Anmerkungen                              |
| Jahr | Titel Album                                   | HU | Anmerkungen                              |
| --- | --------------------------------------------- | --- | ---------------------------------------- |
| 1993 | Hello Karcolatok                              | HU33 (2 Wo.)HU |                                          |
| 1997 | Hello ÚjRaMIX                                 | HU29 (3 Wo.)HU |                                          |
| 2002 | Alig hitted Új törvény                        | HU14 (4 Wo.)HU |                                          |
| 2002 | Ölelj meg újra Új törvény                     | HU10 (28 Wo.)HU |                                          |
| 2006 | Adj hitet Még közelebb                        | HU2 (48 Wo.)HU |                                          |
| 2010 | Szindbád dala A katona imája                  | HU6 (21 Wo.)HU |                                          |
| 2010 | A fénybe nézz A katona imája                  | HU7 (37 Wo.)HU |                                          |
| 2010 | Szeress igy A katona imája                    | HU34 (3 Wo.)HU |                                          |
| 2011 | Tengermoraj 2084                              | HU29 (2 Wo.)HU |                                          |
| 2012 | Előkelő idegen 2084                           | HU20 (17 Wo.)HU |                                          |
| 2012 | Tipikus sztereó 2084                          | HU20 (6 Wo.)HU |                                          |
| 2014 | Újrakezdhetnénk Még egyszer                   | HU6 (17 Wo.)HU | Erstveröffentlichung: 28. Mai 2014       |
| 2014 | Igazán Még egyszer                            | HU1 (33 Wo.)HU |                                          |
| 2015 | Ébredj mellettem Még egyszer                  | HU15 (1 Wo.)HU | Erstveröffentlichung: 13. April 2015     |
| 2015 | Még egyszer                                   | HU3 (18 Wo.)HU |                                          |
| 2016 | Ugyanúgy Még egyszer                          | HU2 (14 Wo.)HU | Erstveröffentlichung: 26. April 2016     |
| 2018 | Hazatalál                                     | HU19 (6 Wo.)HU | Erstveröffentlichung: 27. September 2018 |
| 2019 | Nem kell más vigasz Idősziget                 | HU20 (9 Wo.)HU | Erstveröffentlichung: 15. April 2019     |
| 2019 | Felemel Idősziget                             | HU13 (10 Wo.)HU |                                          |
| 2020 | Csend leszek Idősziget                        | HU25 (7 Wo.)HU |                                          |
| 2021 | Fel a szívekkel Az utolsó békeév              | HU18 (7 Wo.)HU | Erstveröffentlichung: 7. April 2021      |
| 2023 | Ember maradj Harminc év (Live)                | HU8 (2 Wo.)HU | Erstveröffentlichung: 22. Oktober 2023   |
| Folgende Lieder erschienen nicht als Single, wurden aber durch das Album zum Download und Streaming bereitgestellt und konnten somit eine Platzierung erlangen: |                                               | |                                          |
| |                                               | |                                          |
| 2014 | Átölel Még egyszer                            | HU34 (1 Wo.)HU |                                          |
| 2018 | Hazatalál                                     | HU19 (6 Wo.)HU |                                          |
| 2018 | Indiántánc 50 – Jubileumi, akusztikus koncert | HU31 (2 Wo.)HU |                                          |

### Boxsets
| Jahr | Titel             | Höchstplatzierung, Gesamtwochen, AuszeichnungChartsChartplatzierungen (Jahr, Titel, Platzierungen, Wochen, Auszeichnungen, Anmerkungen) | Anmerkungen |
| Jahr | Titel             | HU | Anmerkungen |
| ---- | ----------------- | --- | ----------- |
| 2011 | Test / Indiántánc | HU16 (12 Wo.)HU |             |

### Mit Bonanza Banzai
- 1989: Induljon a banzáj!
- 1990: A jel
- 1990: The Compilation
- 1991: 1984
- 1991: A pillanat emlékműve
- 1991: Monumentum
- 1992: Bonanza Live Banzai
- 1992: Elmondatott
- 1993: Régi és új
- 1994: Jóslat
- 1995: Búcsúkoncert

### Gedichtbände
- 1991: Dúdolnom kell
- 1993: Napló feletteseimnek
- 1995: Szavak és csendek
- 1998: Szív, seb, ész
- 2000: A hűség könyve

### Erzählungen
2021: Ezt nem lehet megúszni